# Девід Фостер Воллес
Девід Фостер Воллес (англ. David Foster Wallace; 21 лютого 1962, Ітака — 12 вересня 2008, Клермонт) — американський романіст, новеліст, есеїст, філософ, один з найбільш новаторських письменників кінця 20, початку 21 століття. Найвідоміший його романом «Нескінченний жарт» (1996) журнал Time включив до числа ста найкращих англомовних романів ХХ століття.

## Біографія
Девід Фостер Воллес народився 21 лютого 1962 в Ітаці, США. Батько — Джеймс Дональд Воллес, філософ, професор Іллінойського університету. Мати — Саллі Фостер Воллес, викладач-англіст, професор Паркленд-коледжу в Шампейні.
Девід навчався в Шампейні, потім в Урбані, в школі захоплювався тенісом. Як і його батько закінчив Емгерстський коледж. У коледжі вивчав філософію, англійську мову і літературу, захистив диплом з модальної логіки, а потім — з англійської мови та літератури. Обидва дипломи отримали високу оцінку, а перший навіть був відзначений спеціальною премією. У 1987 році отримав ступінь магістра витончених мистецтв (словесність) в університеті Аризони. З 2002 викладав у Помона-коледжі в Клермонті. У 2004 одружився з художницею Карен Грін. Часто підбирав бездомних собак, бо дуже любив цих тварин.
відзначений премією.
Протягом багатьох років страждав важкими депресіями, лікувався різними засобами, зокрема електрошоковою терапією. У червні 2007 року, після того як почав відчувати серйозні побічні ефекти від медикаментів, за порадою лікаря Воллес перестав їх приймати. Хвороба не відступала, і коли згодом він відновив медикаментозне лікування, препарати вже втратили свою ефективність. В останні місяці його депресія особливо посилилася. 28 вересня 2008 Девід Фостер Воллес покінчив життя самогубством (повісився).
Коли Девіду було 5 років, батько читав йому «Мобі Діка», мати завжди театрально кашляла, коли її діти робили граматичні помилки у мовленні чи на письмі. У віці 9 років Девід вперше переніс «депресивні відчуття», які його матір називала «чорною дірою з зубами». Депресивні настрої минали, але хлопчик залишався неспокійним. У підлітковому віці юнак намагався займатися тенісом та досліджувати дівчат, але це було набагато важче, ніж дослідити траєкторію руху відбитого тенісною ракеткою м'яча. Він досяг неабияких вершин у навчанні і вважав це основними перемогами, і пишався цим.
Воллес поїхав до Емгерст-коледжу, престижного гуманітарного коледжу у штаті Массачусетс. Закінчив його з найкращими балами у класі і став культовою особою серед однокашників. Але все частіше Воллес став відчувати напади депресії. Йому поставили діагноз «апатична депресія» і рекомендували вживати «нарділ». Письменник вживав його протягом майже всього життя. В Емгерст-коледжі юнаку дуже подобалась технічна філософія та математичний аналіз, але він недостатньо добре розумівся на точних науках, тому перейшов до постмодерністської фантастики.
Його життя складалося з написання нових творів та депресій, які відступали у періоди перебування письменника в реабілітаційних центрах. Відмова від нарділа відіграла вирішальну роль у його житті. Він повісився у віці 46 років на решітці у гаражі, у якому писав свої твори. Перед цим залишив останню записку дружині.

## Роман «Мітла системи» (The Broom of the System)
Перший роман Девіда Фостера Воллеса опублікований у 1987 році. Воллес заявив, що ідея роману виникла з коментаря його давньої знайомої. Вона сказала, «цей персонаж радше вигаданий, ніж реальний. Мені цікаво, в чому ж різниця між вигаданим і реальним».
Пізніше письменник зазначив, що роман дещо автобіографічний: «це чутлива казка чутливого юнака, який повернувся з кризи середнього віку, перейшов від холодної математики до холодної фантазії, вмістивши туди весь екзистенційний жах від того, що він був нічим іншим, як розрахунковою машиною, мовною конструкцією»
Сюжет книги сконцентровано на емоційних змінах головної героїні Ленор Бідсмен, 24-літньої дівчини, що працює телефонним комунікатором, яка не впевнена в особистій реальності. Ленор пережила три кризи у своєму житті: втеча бабусі з будинку для перестарілих, бойфренд-невротик та несподівана здатність папуги говорити. Центральною ідеєю твору, що зосереджена навколо цих трьох криз, є використання слів і символів, які визначають людину. Щоб втілити цю ідею, Воллес послуговувався стенограмами записів з телебачення і терапевтичних сесій, а також вигаданим акаунтом одного з головних героїв, Ріком Вігорусом.
Таємниче зникнення її прабабусі і ще 25 людей похилого віку з будинку для перестарілих «Шейкер Хайтс» змусило Ленор молитися на просторах пустелі Огайо. Такі проблеми, як ускладнення стосунків з її босом Ріком Вігорусом, слава її папуги, яка вміє говорити, на телебаченні заважають Ленор знайти справжнє кохання і самоідентифікуватися на нових висотах.
Роман-діалог дуже проникливий і дещо кумедний. Він не для публіки Даніели Стіл та Роберта Ледлема. Роман Воллеса для молоді і людей середнього віку, які цікавляться непопулярними письменниками.

## Роман «Нескінченний жарт» (The Infinite Jest)
Вперше був опублікований у 1996 році. У романі представлена альтернативне майбутнє Америки у союзі з Мексикою і Канадою, які утворюють Організацію північноамериканських націй. Дія відбувається в Академії Теніс та наркологічній лікарні.
Назва роману — це цитата з трагедії Вільяма Шекспіра «Гамлет». У сцені, коли Гамлет тримає череп Йорика, він каже: «На жаль, бідний Йорик! Я знав його, Гораціо: людина з нескінченним жартом, пречудової фантазії, бо він носив мене на спині тисячу разів; і тепер, як огидно в моїй уяві це!»
У романі Воллеса розкриваються такі теми, як програма лікування наркоманів, саморуйнівний спосіб життя, депресія, жорстоке ставлення до дітей, розлучення, родинні стосунки, реклама, популярні розваги. У романі 1072 сторінки, з них 100 містять 388 приміток.
Твір має дуже складний сюжет. У ньому є багато футуристичних моментів, але події все одно здаються реальними і сучасними. Воллес дійсно писав не про майбутнє, а про свій час. Критики визнали «Нескінченний жарт» одним з найкращих романів про американське життя, порівнювали його з «Мобі Діком» Германа Мелвілла.

## Роман «Блідий король» (The Pale King)
«Блідий Король» — незакінчений роман Девіда Фостера Воллеса, опублікований посмертно 15 квітня 2011. Після того, як письменник покінчив життя самогубством 12 вересня 2008, рукописи і пов'язані з ними файли на комп'ютері знайшли його вдова, Карен Грін і його літературний агент, Бонні Наддел. Воллес працював над романом більше десяти років. Навіть неповний, «Блідий Король» — могутня робота, що складається з 50 розділів різної довжини, загальним обсягом понад 500 сторінок.
Хоча твір і незавершений, він напрочуд цілісний, переконливий, веселий і безстрашний, найоригінальніший з тих, за які брався Воллес будь-коли. У творі постають такі питання, як сенс життя, цінність роботи і цінність суспільства. Воллес висловлює ідею героїзму і повагу до одного з найцінніших письменників нашого часу.
Дія роману відбувається в моменти, напхані бароковою трагедією, розказані героями зворотної історії. У творі присутня постмодерністська гра, «Я, Девід Воллес» періодично з'являється в тексті, а також присутні елементи м'якого магічного реалізму. Багато хто з персонажів є тим, кого можна назвати цілком банальними, народженими з дитячою травмою, такою, як здатність до левітації, якщо концентруватись особливо сильно. На відміну від того, що ми зазвичай думаємо про «офіс драми», Блідий король показує нам самі форми, такі як водоохолоджувач інтриг чи кабіна романсів. Як один герой каже: «Майже все, на що ви звернете пильну пряму увагу, стає цікаво.» Захоплення Воллеса деталями роботи, поданими через його нав'язливо яскраву прозу, стають нашими власними уподобаннями, коли ми читаємо роман.
Письменник постає у романі проти американської бюрократії, хоче пробудити свідомість громадян, зламати усталені норми і вивільнитися з нудного повсякденного життя.
|  | Найкраща робота Воллеса як романіста ... Коли Воллес направляє танкера до його теми - боротьби, - щоб витягти сенс з кожного другого, який проходить, незалежно від того, наскільки порожній, або самотній, або не відрізняються від того, що було до нього - Pale King сягає рівня потужності, якого Воллес ніколи не досягав у своїх попередніх двох романах... Його здатність точити тонкі наконечники, процвітання розуму діє на тебе від моменту до моменту, використовуючи лише тупе оніміння мови інструментів , має мало або зовсім немає рівних в американській літературі ". (Лев Гроссман, час) |

|  | Глибоко сумно, глибоко філософськи ... Поперемінно то приголомшливо блискуче, то одурманливо нудно - смішно, розумно і елегійно ... Майже у всьому, що писав Воллес, у тому числі в "Блідому королі", він намагався використовувати слова, щоб якось зловити і приборкати цю хитку, багатогранну, какофонічну напасть, якою є сучасне американське життя". (Мічіко Какутані, "Нью-Йорк Таймс") |

## Переклади українською
- Девід Фостер Воллес. Нескінченний жарт. Пер. з англ. Петро Таращук, ред. Максим Нестелеєв. – Київ: видавництво Жупанського, 2025. (анонс видавництва, див. інтерв'ю О. Жупанського)[11].